# Rickmers-Lloyd
DieRickmers Lloyd Dockbetrieb GmbH & Co. KG war ein 1973 in Bremerhaven gegründetes Werft- und Schiffbauunternehmen. Seine Wurzeln lagen in der Rickmers-Werft und der Lloyd Werft Bremerhaven.

## Geschichte

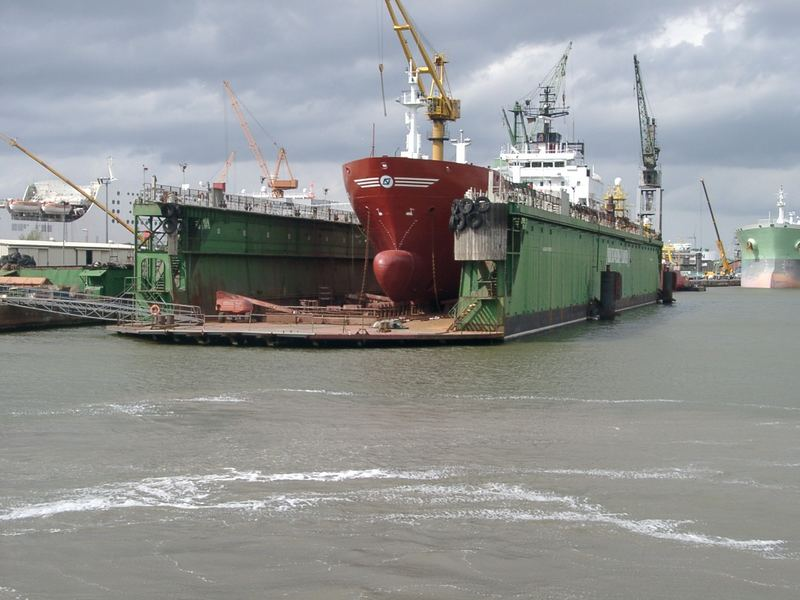
Schwimmdock von Rickmers-Lloyd im Kaiserhafen, Bremerhaven

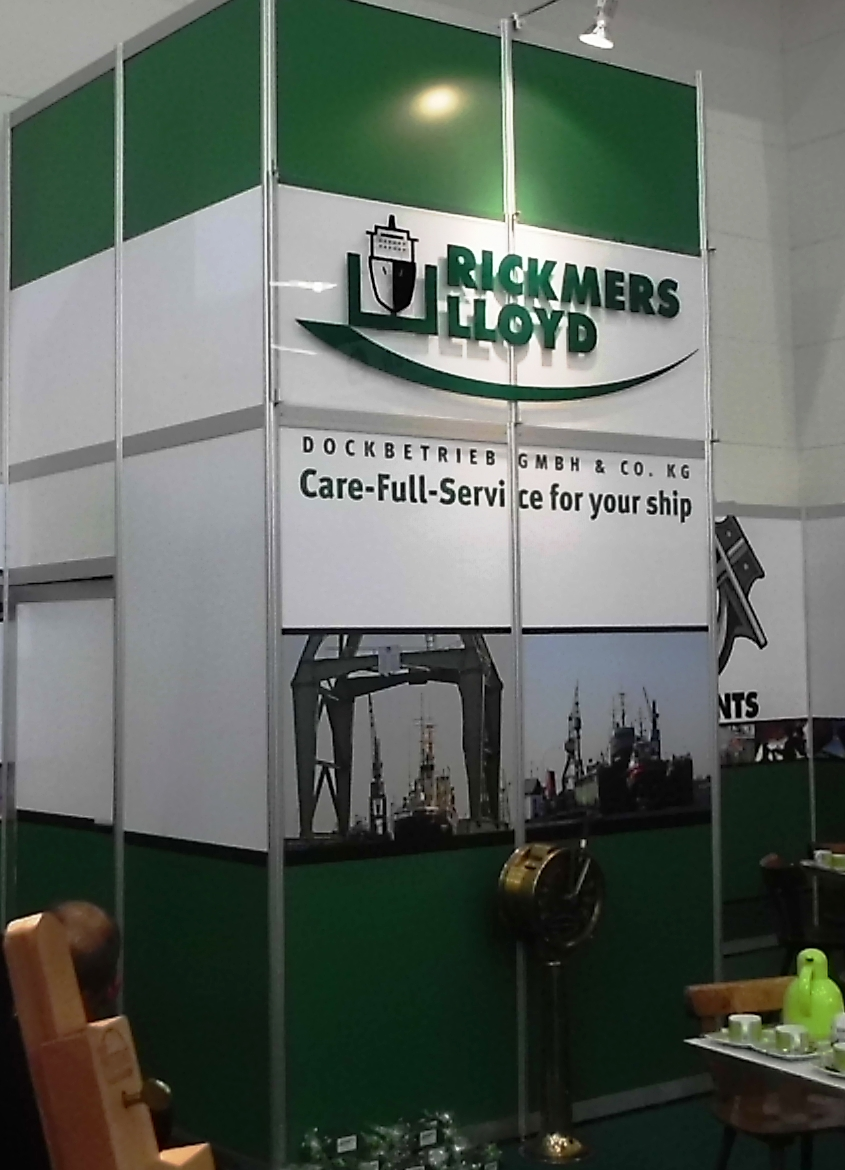
Messestand der Reparaturwerft Rickmers-Lloyd auf der SMM

Die Rickmers-Werft wurde 1834 von dem Helgoländer Reeder Rickmer Clasen Rickmers in Geestemünde gegründet, der Reparaturbetrieb zog 1987 in den Bremerhavener Kaiserhafen und wurde von der Lloyd Werft als Hauptgesellschafter übernommen. Später wurde daraus der heutige Rickmers Lloyd Dockbetrieb GmbH & Co. KG, deren Arbeiten vorwiegend in dem eigenen Schwimmdock durchgeführt werden. Es werden neben den Dockungen schiffbauliche Reparaturen und Schiffsumbauten durchgeführt. Ein weiterer Schwerpunkt ist der Maschinenbau mit Reparaturen von Haupt- und Hilfsantrieben.
Die Rickmers Lloyd Dockbetrieb wurde 2013 mit dem Geschäftsbereich Schiffstechnik der MWB Motorenwerke Bremerhaven zur German Dry Docks verschmolzen. Dieser ebenfalls zur Petram-Gruppe gehörende neue Betrieb hat seinen Sitz in der Barkhausenstraße 60 in Bremerhaven und hat etwa 100 Beschäftigte. Zu ihm gehören vier eigene Docks in Bremerhaven, außerdem besteht mit der Lloyd-Werft eine Kooperation über zwei weitere Großdocks.
German Dry Docks wiederum schloss sich 2017 mit der ebenfalls in Bremerhaven ansässigen Bredo und der in Cuxhaven ansässigen Mützelfeldtwerft zu einem Unternehmensverbund zusammen, dessen Betriebe unter dem Namen Bredo Dry Docks gemeinsam am Markt agieren, um so Synergieeffekte nutzen zu können.
Im Juli 2019 verkaufte Petram seine schiffbaulichen Aktivitäten in Bremerhaven (Bredo und German Dry Docks) komplett an die Heinrich Rönner Gruppe.

## Schwimmdock des Rickmers Lloyd Dockbetriebs
Daten zum Schwimmdock des Rickmers Lloyd Dockbetriebs
- 7.200 t Tragfähigkeit
- Dockung von Schiffen bis 150 m Länge und 20,5 m Breite
- Ausstattung zwei Kräne 5 t, 10 t und ein Pierkran mit 60 t Kapazität

## Docks der Lloyd-Werft
In Zusammenarbeit mit der Lloyd-Werft können in den drei Dockanlagen der nebenan befindlichen Lloyd-Werft auch größere Schiffe gedockt werden:
- Kaiserdock I: Trockendock Länge 222 m, Breite 26 m
- Kaiserdock II: Trockendock Länge 335 m, Breite 35 m
- Dock III: Schwimmdock Länge 286 m, Breite 38 m, Tragfähigkeit 35.000 t